# Maratus nambung
Espèce
Maratus nambung est une espèce d'araignées aranéomorphes de la famille des Salticidae.

## Distribution
Cette espèce est endémique du Wheatbelt en Australie-Occidentale,. Elle se rencontre vers Cervantes.

## Description
Les mâles mesurent de 3,95 à 4,55 mm et les femelles de 4,65 à 5,07 mm.

## Systématique et taxinomie
Cette espèce a été décrite par Otto et Hill en 2023.

## Étymologie
Son nom d'espèce lui a été donné en référence au lieu de sa découverte, la Nambung River.

## Publication originale
- Otto & Hill, 2023 : « Maratus nambung, a new peacock spider from the southwestern corner of Australia (Araneae: Salticidae: Euophryini). » Peckhamia, vol. 309.1, p. 1-29 (texte intégral).